# Kommunalvalen i Sverige 1970
Kommunalvalet i Sverige 1970 genomfördes söndagen den 20 september 1970. Vid detta val valdes kommunfullmäktige för mandatperioden 1970–1973 i samtliga 464 kommuner som bildades vid kommunreformen 1971.

## Valresultat
| Parti                | Parti                        | Röster            | Röster | Röster | Mandatfördelning | Mandatfördelning |
| Parti                | Parti                        | Antal             | %      | +− %   | Antal            | +−               |
| -------------------- | ---------------------------- | ----------------- | ------ | ------ | ---------------- | ---------------- |
|                      | Socialdemokraterna           | 2 248 395         | 45,3   | +3,1   | 8 063            | -3 673           |
|                      | Centerpartiet                | 934 623           | 18,8   | +5,6   | 4 595            | -2 909           |
|                      | Folkpartiet                  | 799 590           | 16,1   | +-0    | 2 419            | -1 831           |
|                      | Moderata samlingspartiet     | 584 129           | 11,8   | -2,5   | 1 947            | -2 352           |
|                      | Vänsterpartiet kommunisterna | 218 755           | 4,4    | -2,0   | 555              | -407             |
|                      | Kristen demokratisk samling  | 91 201            | 1,8    | +0,3   | 286              | -67              |
|                      | Övriga partier               | 85 989            | 1,7    | —      | 462              | —                |
| Antal giltiga röster | Antal giltiga röster         | 4 962 682         | 100,0  |        | 18 327           | -11 219          |
| Ogiltiga röster      | Ogiltiga röster              | 10 972            |        |        |                  |                  |
| Totalt               | Totalt                       | 4 973 654 (88,1%) |        |        |                  |                  |

### Övriga partier
(Som fick mandat i flera kommuner)
- Frihetliga Kommunalfolket, 25 platser